# Tatarlı (Şəmkir)
Tatarlı è un comune dell'Azerbaigian situato nel distretto di Şəmkir.